# Piechocice
Piechocice (deutsch Piechotzütz, 1936–1937 Pechwalde, 1937–1945 Bauerngrund) ist ein Ort der Stadt- und Landgemeinde Korfantów (Friedland O.S.) im Powiat Nyski der Woiwodschaft Opole in Polen.

## Geographie
Das Straßendorf Piechocice liegt sechs Kilometer südöstlich von Korfantów, 28 Kilometer östlich von Nysa (Neisse) und 35 Kilometer südwestlich von Opole (Oppeln) in der Nizina Śląska (Schlesischen Tiefebene) an der Grenze zum Powiat Prudnicki.
Nachbarorte von Piechocice sind im Nordwesten Stara Jamka (Jamke), im Osten Pogosch (Pogórze) und im Westen Puszyna (Puschine).

## Geschichte

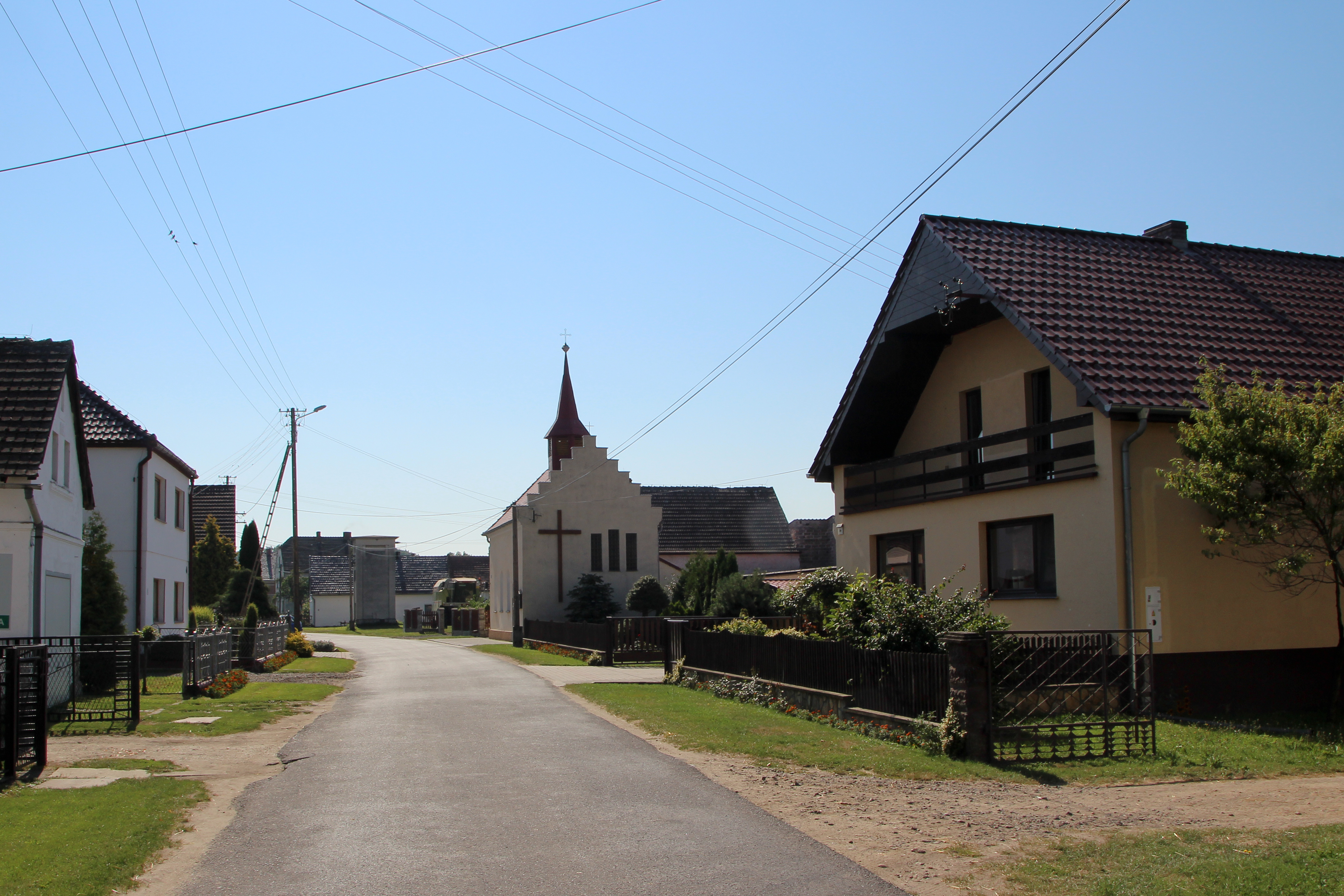
Dorfpartie mit der Dreifaltigkeitskapelle

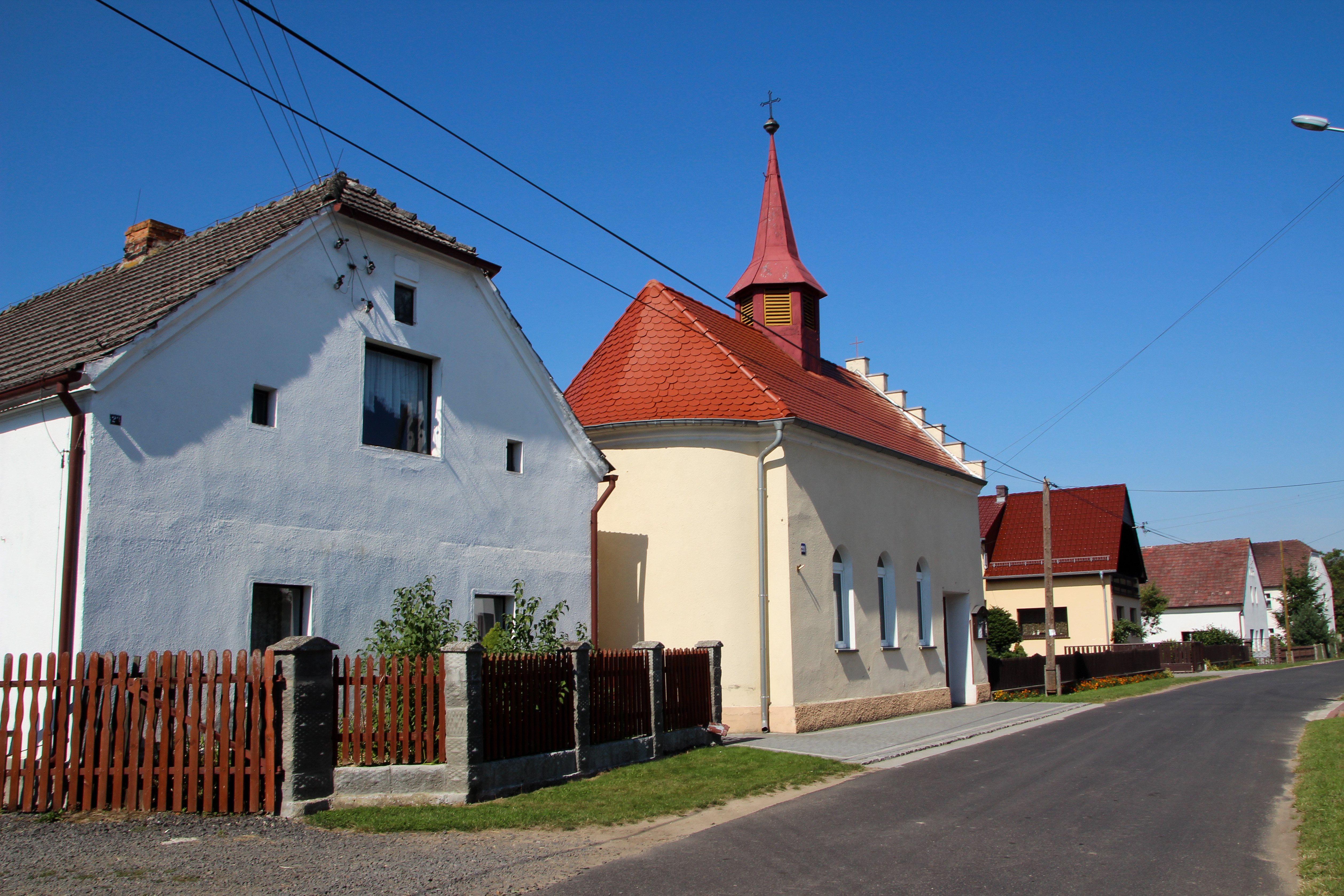
Dreifaltigkeitskapelle

Das Dorf wurde 1383 erstmals als Pechoczicz erwähnt. Der gleiche Ortsname wurde 1412 erneut erwähnt. Archäologische Ausgrabung im Dorf bewiesen, dass bereits im 8. und 9. Jahrhundert die Gegend um Piechotzütz besiedelt war.
Nach dem Ersten Schlesischen Krieg 1742 fiel Piechotzütz mit dem größten Teil Schlesiens an Preußen. Zwischen 1743 und 1818 gehörte das Dorf zum Landkreis Oppeln.
Nach der Neuorganisation der Provinz Schlesien gehörte die Landgemeinde Piechotzütz ab 1818 zum Landkreis Falkenberg O.S. im Regierungsbezirk Oppeln. Im gleichen Jahr wurde im Dorf eine Wassermühle erbaut. 1845 bestanden im Dorf 34 Häuser. Im gleichen Jahr lebten in Piechotzütz 192 Menschen, davon zehn evangelisch. 1861 lebten 330 Menschen in Piechotzütz. 1865 zählte das Dorf 25 Gärtner- und sieben Häuslerstellen. 1874 wurde der Amtsbezirk Puschine  gegründet, welcher aus den Orten Piechotzütz, Polnisch Jamke und Puschine und den Gutsbezirken Polnisch Jamke und Puschine bestand. 1885 zählte Piechotzütz 228 Einwohner.
1933 hatte Piechotzütz 241 Einwohner. Am 28. Juli 1936 erfolgte die Umbenennung des Ortes in Pechwalde. Am 1. Februar 1937 wurde der Ortsname wiederum in Bauerngrund geändert. Um 1937 fanden in und rund im Bauerngrund mehrere Ausgrabungen statt, wobei Tongefäße und Scherben aus dem 8. und 9. Jahrhundert entdeckt wurden. 1939 lebten in Bauerngrund 213 Menschen. Bis 1945 befand sich der Ort im Landkreis Falkenberg O.S.
Als Folge des Zweiten Weltkriegs fiel Bauerngrund 1945 wie der größte Teil Schlesiens unter polnische Verwaltung. Nachfolgend wurde der Ort in Piechocice umbenannt und der Woiwodschaft Schlesien angeschlossen. 1946 wurde die deutsche Bevölkerung vertrieben. 1950 wurde es der Woiwodschaft Oppeln eingegliedert. 1999 kam der Ort zum neu gegründeten Powiat Nyski (Kreis Neisse). 2005 zählte das Dorf 146 Einwohner.

## Sehenswürdigkeiten
- Dreifaltigkeitskapelle
- Steinernes Wegekreuz
- Hölzernes Wegekreuz